# Pjotr Andrejewitsch Nalitsch
Pjotr Andrejewitsch Nalitsch (russisch Пётр Андреевич Налич; * 30. April 1981 in Moskau, international auch als Peter Nalitch bekannt) ist ein russischer Komponist und Sänger.

## Leben und Wirken
Bekannt wurde er im Frühjahr 2007, als sein Lied Guitar auf dem Internet-Videoportal YouTube zu sehen war. Mit seiner Gruppe MKPN (abgeleitet von Musykalnyj Kollektiw Petra Nalitscha – Musikgruppe Pjotr Nalitsch) hat er sich am 7. März 2010 gegen 24 andere Kandidaten beim russischen Vorentscheid zum (ESC) Eurovision Song Contest 2010 durchgesetzt und vertrat Russland bei diesem Wettbewerb. Der Formation gelang es sich in Oslo für das Finale zu qualifizieren, wo sie einen elften Platz belegte. Das Lied ist dabei ähnlich ironisch wie andere seiner Werke.
Mitglieder von MKPN sind neben Nalitsch Jura Kostenko, Sergei Sokolow, Kostja Schwezow, Dima Simolow und Denis Marinkin. Die Formation bietet ihre bisherigen Songs frei zum Herunterladen über ihre offizielle Website an.
Pjotr Nalitsch ist Sohn des in Russland bekannten Architekten Andrei Sachidowitsch Nalitsch. Zusammen mit ihm wirkte er 2007 als Designer bei der Erschaffung des bekannten Denkmals für den Straßenhund „Maltschik“, das in der Moskauer U-Bahn aufgestellt wurde.

## Diskografie

### EPs
- 2009: Mope
- 2014: Sugar Lies
- 2018: First Reflection
- 2023: Яджнавалки
- 2024: Необязательный сингл

### Singles (Auswahl)
- 2007: Guitar
- 2010: Lost and Forgotten